# Pisky-Radkiwski
Pisky-Radkiwski (ukrainisch Піски-Радьківські; russisch Пески-Радьковские Peski-Radkowskije) ist ein Dorf im Osten der ukrainischen Oblast Charkiw mit etwa 1900 Einwohnern.
Das 1775 gegründete Dorf liegt auf 90 m Höhe am linken Ufer des zum Oskilsker Stausee angestauten Oskil, 19 km südlich vom ehemaligen Rajonzentrum Borowa und 155 km südöstlich vom Oblastzentrum Charkiw.
Am 12. Juni 2020 wurde das Dorf ein Teil der Siedlungsgemeinde Borowa im Rajon Borowa; bis dahin bildete es zusammen mit den Dorf Malijiwka (Маліївка) die Landratsgemeinde Pisky-Radkiwski (Піско-Радьківська сільська рада/Pisko-Radkiwska silska rada) im Süden des Rajons Borowa.
Am 17. Juli 2020 wurde der Ort ein Teil des Rajons Isjum.